# Glyptothorax ventrolineatus
Glyptothorax ventrolineatus är en fiskart som beskrevs av Vishwanath och Irengbam Linthoingambi 2006. Glyptothorax ventrolineatus ingår i släktet Glyptothorax och familjen Sisoridae. IUCN kategoriserar arten globalt som livskraftig. Inga underarter finns listade i Catalogue of Life.